# Hilde Drexler
Hilde Drexler (Viena, 1 de desembre de 1983) és una esportista austríaca que va competir en judo, guanyadora d'una medalla de bronze al Campionat Europeu de Judo de 2011, en la categoria de –63 kg.

## Palmarès internacional
| Campionat Europeu | Campionat Europeu   | Campionat Europeu | Campionat Europeu |
| Any               | Lloc                | Medalla           | Categoria         |
| ----------------- | ------------------- | ----------------- | ----------------- |
| 2011              | Istanbul ( Turquia) | 3                 | –63 kg            |